# Гърлс Дженерейшън
Girls' Generation (на корейски: 소녀 시대; Коригирана романизация на корейския език: Sonyeo Sidae или Соньо Шите; на японски: 少女時代, Shōjo Jidai, известни и като SNSD, Soshi и GG) са южнокорейска момичешка група, създадена през 2007 от S.M. Entertainment. Групата включва членовете Тейон, Съни, Тифани, Хьойон, Юри, Суйонг, Юна и Сохьон. Гърлс Дженерейшън са една от най-популярните групи в съвременната южнокорейска музика, известни са като „Националната женска група“ и „Националните певици“ в родната си страна.
Групата дебютира с едноименния албум „Girls' Generation“ през 2007 година. Въпреки че албумът постига известен успех, пробивът им е през 2009, когато издават сингъла „Gee“, който се превръща в огромен хит, задържайки се на първа позиция на шоуто Мюзик Бенк за девет последователни седмици, а популярната корейска класация Мелон я обявява за песен на десетилетието. Следващите хитове „Tell Me Your Wish (Genie)“(2009), „Oh!“(2010) и „Run Devil Run“(2010) утвърждават групата като една от най-популярните не само на корейската сцена, но и сред международните фенове във време, когато Халю вълната се разпространява по света.
През 2010 година групата подписва с японския лейбъл Еми Рекърдс, за да започне кариера в Япония. През юни 2011 групата издава едноименния си албум, който се класира на първа позиция в националната класация Орикон и става първият албум от чуждестранна женска група, който е сертифициран за милион продажби от Асоциацията на звукозаписната индустрия в Япония. Третият корейски студиен албум „The Boys“ излиза през октомври 2011 и става най-продаваният албум на годината в Корея с над 380 хил. продадени копия. Английска версия на главния трак „The Boys“ е издадена от американския лейбъл Interscope. През 2013 година групата издава четвъртия си студиен албум „I Got a Boy“ с едноименния главен сингъл, който е широко отразен от западните медии, печелейки награда за видеоклип на годината на първите награди на видеоплатформата Ютюб. През 2015 излиза последният им албум, озаглавен „Lion Heart“. За разлика от предишните години групата промотира повече от един сингъл и освен главната песен по името на албума, момичетата реализират и синглите „Party“ и „You Think“. Албумът получава смесени мнения от критиците, комерсиално става 13-ият най-продаван албум на годината в Корея с над 150 хил. продадени копия, което го прави най-малко продаваният албум за групата.
Стилът на групата може да бъде определен като електро поп и бъбългъм поп, въпреки че в албумите им присъстват елементи на съвременен ритъм енд блус и електронна денс музика. Гърлс Дженерейшън са най-продаваната женска група в Южна Корея с повече от 7 милиона продадени албума. Те са първата женска азиатска група с 5 видеа, които са гледани повече от 100 милиона пъти в Ютюб, това са клиповете на песните „Gee“, „I Got A Boy“ „The Boys“, „Mr. Taxi“, и „Oh!“. Японските турнета на SNSD са едни от най-печелившите от женски групи, „Love & Peace Japan 3rd Tour“ е на четвърто място в света, а общо групата е генерирала над 105 милиона долара от турнетата си в Страната на изгряващото слънце. В родната си страна момичетата са 19 пъти носители на награди от „Golden Disk Awards“, което ги поставя на първо място заедно със Супер Джуниър в историята на наградите.
Членове:
- Taeyeon (태연) -- Tarikh lahir : 9 Mac 1989 - Kim Tae-Yeon (김태연)
- Jessica (제시카) -- Tarikh lahir: 18 April 1989 - Jung Soo-Yeon (정수연)
- Sunny (써니) -- Tarikh lahir: 15 Mei 1989 - Lee Soon-Kyu (이순규)
- Tiffany (티파니) -- Tarikh lahir : 1 Ogos 1989 - Stephanie Hwang (스테파니 황) - Nama Korea: Hwang Mi-Young (황미영)
- Hyoyeon (효연) -- Tarikh lahir : 22 September 1989 - Kim Hyo-Yeon (김효연)
- Yuri (유리) -- Tarikh lahir : 5 Disember 1989 - Kwon Yu-Ri (권유리)
- Sooyoung (수영) -- Tarikh lahir: 10 Februari 1990 - Choi Soo-Young (최수영)
- Yoona (윤아) -- Tarikh lahir: 30 Mei 1990 - Im Yoon-Ah (임윤아)
- Seohyun (서현) -- Tarikh lahir: 28 Jun 1991 - Seo Joo-Hyun (서주현)

## Кариера

### 2000 – 2008: Формиране и дебют
Ес Ем в периода 2000 – 2007 набира членове за нова група, която се очаква да бъде от девет момичета. Първоначалният състав минава през 3 етапа преди да се появи настоящият. Част от групата трябвало да бъдат актрисите Со Хьон-джин, Хуанг Бора, И Йон-хи, певицата Чанг На-рин и Пак Су-йон (настоящ член на T-ara).
Преди формирането и дебюта на групата, някои от членовете вече са били част от развлекателната индустрия. Юна упорито се опитва да изгражда кариера като участва на прослушвания за музикални видеа, драми и филми. Суйонг е активна в Япония, където е част от група на име Route θ, която се разпада една година след дебюта си през 2002. Първият член на групата, който започва обучение, е Джесика Чонг, която е случайно открита през 2000 в търговски център по време на ваканция със семейството си. Същата година членовете Суйонг и Хюйон са приети в компанията след прослушване. Куон Юри става трейни на компанията, след като през 2001 печели второ място в танцово състезание, организирано от Ес Ем. Им Юна е приета през 2002 чрез прослушване, на което изпълнява и танцува на песни на БоА и Бритни Спиърс. Сохьон е открита случайно в метрото от служител на компанията, през 2003 участва на кастинг и е одобрена.
Бъдещият лидер на групата Ким Тейон става част от Ес Ем през 2004, след като печели първо място в състезание на компанията. Стефани Хуанг участва на кастинг в Лос Анджелис и е приета през октомври 2004. Съни се присъединява последно, като преди това от 1998 до 2003 е трейни в Ес Ем, но решава да се премести в друга компания, през 2007, съветвана от Аюми Хамасаки, се връща в Ес Ем и става част от Гърлс Дженерейшън.
През юли 2007 групата има за първи път изпълнение на живо в шоуто „School of Rock“, представяйки сингъла „Into the New World“ (다시 만난 세계). На 5 август групата официално дебютира със същата песен в шоуто Инкигайо. През ноември същата година издават първия си едноименен студиен албум, който е предшестван от синглите „Girls' Generation“ (소녀시대), която е римейк на песента от 1989 на И Сънг-чол и „Kissing You“. Албумът става 12-ият най-продаван в Корея за 2007 с 56 804 копия. През март 2008 групата преиздава албума под заглавието „Baby Baby“ и реализира сингъл със същото име.
| Име                        | Дата и място на раждане      | Позиция                                   |
| -------------------------- | ---------------------------- | ----------------------------------------- |
| Ким Те-йон                 | 9 март 1989, Чонджу          | лидер, главен вокалист                    |
| И Сун-кю Съни              | 15 май 1989, Ориндж          | водещ вокалист                            |
| Стефани Хуанг Тифани       | 1 август 1989, Сан Франциско | водещ вокалист                            |
| Ким Хьо-йон                | 22 септември 1989, Инчон     | главен танцьор, вокалист                  |
| Куон Ю-ри                  | 5 декември 1989, Гоян        | водещ танцьор, вокалист                   |
| Че Су-йонг                 | 10 февруари 1990, Куанджу    | водещ танцьор, вокалист                   |
| Им Юна                     | 30 май 1990, Сеул            | водещ танцьор, вокалист и лице на групата |
| Со Джу-хьон Сохьон         | 28 юни 1991, Сеул            | водещ вокалист                            |
| Джесика Чонг (2007 – 2014) | 17 април 1989, Сан Франциско | главен вокалист                           |

### 2009 – 2010: Пробив на корейска сцена и японски дебют
Пробивът на групата идва с издаването на миниалбума „Gee“ на 7 януари 2009. Главната песен се задържа на първо място на шоуто Мюзик Бенк за 9 последователни седмици – рекорд, който е подобрен от Сай и „Gangnam Style“ през 2012. „Gee“ става най-продаваният сингъл в Корея за 2009. През същата година Гърлс Дженерейшън издават още един миниалбум. Tell Me Your Wish (Genie) излиза през юни 2009, продавайки през първата седмица 50 хил. копия, а в тайванската класация G-Music се изкачва до осма позиция. През ноември Ес Ем обявява първото турне на групата, озаглавено „Into The New World“, като билетите за южнокорейските концерти се продават за 3 минути. Турнето посещава още Шанхай през април и Тайпе през октомври 2010.
През януари 2010 Гърлс Дженерейшън издават втория си студиен албум „Oh!“. Албумът дебютира на първо място в класацията за албуми на Гаон, а до 2014 са продадени 234 500 копия. Сингълът „Oh!“ също оглавява дигиталната класация за сингли на Гаон, а в края на годината е вторият най-продаван сингъл с над 3,3 млн. продадени копия. „Oh!“ е преиздаден под името „Run Devil Run“ през март, като отново е на първо място в Гаон. Двата албума стават комерсиално успешни, класирайки се на 2-ро и 4-то място съответно за най-продавани албума в Корея в края на годината.
В средата на 2010, SNSD подписват договор с Еми Рекърд Япония, за да започнат кариера в Япония. През септември 2010 момичетата реализират японска версия на „Genie“ като дебютен сингъл. Класира се на четвърто място в Орикон и с 250 хил. продадени копия е платинено сертифицирано от RIAJ. Следващия месец групата издава и японска версия на „Gee“, която се класира на второ място в Орикон. Сингълът става първият издаден от чуждестранна група, който да влезе в топ 3 на класацията след 1980 година, освен това е най-комерсиално успешният им сингъл в Япония с 1 717 136 продадени копия. По това време също групата тръгва на турнето „SMTown Live '10 World Tour“ заедно с колегите от компанията си.
През октомври SNSD издават третия си EP „Hoot“. Класира се на първо място в Гаон и на второ в Орикон. В края на 2010 е третият най-продаван албум в Корея. Главната песен дебютира на първо място в дигиталната класация на Гаон. Две последователни години, през 2009 и 2010 групата печели в категорията „Артист на годината“ на Сеулските музикални награди, ставайки първата женска група и четвъртата изобщо, с такъв резултат.

### 2011 – 2012: Японски пробив, „The Boys“
През 2011 групата продължава успешна кариера в Япония. Синглите „Mr. Taxi“ Run и „Devil Devil“ излизат през април 2011, достигайки второ място в класацията за сингли на Орикон и са златни сертифицирани от RIAJ. Следващия месец Гърлс Дженерейшън тръгват на първото си японско турне „The First Japan Arena Tour“ от Осака на 31 май. Турнето вкючва по два концерта в Осака, Сайтама, Хирошима, Нагоя, Фукуока и четири в Токио. Няколко месеца по-късно, през юни групата издава първия си японски студиен албум „Girls' Generation“, който е посрещнат с огромен комерсиален успех. Класира се на първо място в класацията Орикон, ставайки първият албум, издаден от чуждестранна женска група, достигнал до позицията. Месец след реализирането си, албумът е продал 500 хил. копия и е с двойно платинен сертификат от RIAJ. В края на годината е петият най-продаван албум в Япония, а през 2012 – петнадесетият с общо 871 097 копия за двете години. През август излиза DVD, озаглавено „New Beginning of Girls' Generation“, съдържащо седем музикални видеа и допълнителни кадри. DVD-то дебютира на четвърто място в Орикон, а общо продава над 60 хил. копия и е златно сертифициран от Асоциацията на звукозаписната индустрия в Япония. Разопакована версия на „Girls' Generation“, озаглавена „The Boys“, излиза в края на декември. Класира се под номер пет в Орикон, няколко месеца по-късно през май 2012 е сертифициран за милион продажби от RIAJ. След излизането на „Best of Soul“ на БоА през 2005, „The Boys“ става вторият албум от корейски артист, който достига такива продажби в Япония. В края на 2012 печели наградата на Ем Ти Ви Япония „Албум на годината“. След успеха, постигнат през 2011 – 2012, Гърлс Дженерейшън стават една от най-популярните корейски групи в Япония заедно с Кара.
През октомври 2011 излиза третият им студиен албум „The Boys“, реализиран и в САЩ от Интерскоуп Рекърдс. За да промотира албума в САЩ, групата гостува в „Късното шоу на Дейвид Летърман“ на 31 януари, „На живо с Кели“ на 1 февруари и във френското предаване „Le Grand Journal“ на 9 февруари. Въпреки това албумът остава комерсиално незабелязан с 21 хил. дигитални сваляния. В родината си обаче става най-продаваният албум за 2011 с 385 348 копия. До края на 2015 албумът е продаден 460 959 пъти в Корея. Главният сингъл по името на албума е свален над 3 милиона пъти в дигиталната класация на Гаон.
През юни 2012 групата се завръща на японска сцена със сингъла „Paparazzi“, който се класира на второ място в дигиталната класация на Орикон, печелейки златен сертификат. Три месеца по-късно групата реализира сингъла „Oh!“, който става първият им номер едно сингъл в Орикон и отново е златно сертифициран. „Girls & Peace“ – вторият им японски студиен албум излиза през ноември, като през първата седмица 116 963 копия са продадени, осигурявайки си втора позиция в Орикон, а малко по-късно и платинен сертификат от RIAJ за общо 204 180 продажби. „Paparazzi“ и „Oh!“ са част от албума, както и „Flower Power“, който въпреки че е реализиран като сингъл, не среща успеха на предшествениците си, продавайки 29 хил. копия през първата седмица.
На 21 декември 2012, SNSD реализират видеоклип към песента „Dancing Queen“ – римейк на популярната песен на Дъфи „Mercy“ от 2008 като промоционален сингъл към новия албум „I Got a Boy“.

### 2013 – 2014: „I Got a Boy“, „Mr. Mr.“, напускането на Джесика
На 1 януари 2013 групата издава четвъртия си студиен албум „I Got a Boy“. През същия ден телевизията MBC излъчва „Girls' Generation's Romantic Fantasy“ – специално издание, част от промоциите на албума, в което представят по-големите си хитове, както и солови кавър песни. Албумът оглавява класацииите на Гаон и Билборд, класира се под номер три в тайванската G-Music и под номер седем в японската Орикон. Главният трак „I Got a Boy“ също оглавява Гаон, класацията на Билборд за кей поп и за дигитални песни. Камерсиално, в края на годината е 11-ият най-продаван сингъл с общо 1 354 672 продажби. Клипът към главната песен печели призванието „Видео на годината“ на наградите Ютюб през 2013, побеждавайки видеата на Сай, Джъстин Бийбър и Лейди Гага, което привлича вниманието на много западни медии, след като групата е категоризирана като по-малко известна от другите по това време. Коментарите от западните фенове обаче е главно негативна, които изтъкват, че групата не е толкова известна в САЩ и не би трябвало да получава наградата. В резултат дневните гледанията на клипа „I Got a Boy“ се удвояват.
През февруари 2013 момичетата тръгват на второто си турне „Girls & Peace: 2nd Japan Tour“, което започва с два концерта на 9 и 10 февруари в Кобе и завършва в Осака през април. По време на турнето момичетата се срещат с 227 795 фена и генерират приход от близо 22 милиона долара, което поставя „Girls & Peace - 2nd Japan Tour“ на седмо място в класацията на най-печелившите турнета от женски групи на всички времена. DVD-то на турнето излиза през септември и оглавява класацията на Орикон, продавайки 53 256 копия през първата седмица. Няколко месеца по-късно групата тръгва на следващото си турне „Girls' Generation World Tour Girls & Peace“, което посещава Сеул, Тайпей, Джакарта, Хонг Конг, Банкок и Макао. Концертите им носят приход от почти 15 милиона долара, което ги нарежда на девета позиция в класацията за най-доходни турнета от женски групи.
През 2013 групата продължава с кариерата си в Япония. През декември издават албума „Love & Peace“, който дебютира на първо място в Орикон, продавайки 129 хил. копия през първата седмица и получавайки златен сертификат от RIAJ. Синглите от албума „Love & Girls“ и „Galaxy Supernova“ се класират на четвърта и трета позиция съответно в Орикон.
През април групата тръгва на третото си японско турне „Girls' Generation Japan 3rd Tour 2014“, което включва по-големите градове в Япония, включително Токио, където групата има четири концерта. Един от тях се провежда в Токио Доум, което ги прави втората корейска женска група след Кара с концерт там. Турнето им печели повече от 31 милиона, което ги нарежда на четвърта и най-висока позиция в класацията на най-доходните концерти от женски групи за всички времена. През юли Гърлс Дженерейшън издават албум с хитове „The Best“ в Япония, включвайки и четири нови песни. Албумът дебютира и остава на първа позиция за две седмици в Орикон продавайки над 175 хил. копия.
В края на септември 2014, Джесика съобщава, че е била премахната от групата. Ес Ем потвърждават, като за причина посочват конфликти между графика на групата и нейния. В резултат групата става с осем членове. Останалите момичета продължават кариерата си като SNSD със специален концерт в Токио Доум на 9 декември същата година. Групата продава всички 50 хил. места. Концертът е реализиран като DVD през април 2015, оглавявайки DVD и Blu-ray класациите на Орикон.

### 2015 – 2016: „Lion Heart“ и турнето „Phantasia“
През март 2015 групата обявява, че ще издаде сингъл. „Catch Me If You Can“ излиза на корейски и японски. Корейската версия е издадена на 10 април, а японската на 22 същия месец. Сингълът се класира на деветнадесето място в Гаон и на осмо в Орикон.
На 19 август 2015 е реализиран албумът „Lion Heart“. Албумът оглавява Гаон, а в Орикон се класира на 11-о място. „Lion Heart“ става тринадесетият най-продаван албум в Южна Корея за 2015 г. със 145 044 продажби. Общо до май 2016 албумът продава 151 295 копия, което го прави комерсиално най-неуспешният им корейски студиен албум. Мненията на критиците са смесени – Slant Magazine го определят като „добър за всеядните заклети фенове“, докато малайзийският вестник „The Star“ нарича синглите от албума „обещаващо начало“, но останалите не са приети добре. Корейското онлайн списание IZM го нарича елегантен, но упадък в сравнение с предишните години. За да промотира албума в Корея, момичетата започват своя програма „Channel Girls' Generation“. „Lion Heart“ се състои от три сингъла. Първият „Party“ е реализиран през юли, като оглавява Гаон, класира се на десето място в Japan Hot 100 и на четвърто в Билборд. Другите два сингъла излизат заедно с албума. „Lion Heart“ и „You Think“ се класират съответно на четвърто и тридесето в Гаон. Въпреки че „Lion Heart“ не е одобрен от критиците и за групата е най-слабо продаваният им корейски студиен албум, в края на 2015 Гаон ги определя като най-продаваната женска група за годината, включвайки продажбите на албума на Ти Ти Ес „Dear Santa“ и соло дебюта на Тейон „I“. Така общо групата е продала над 398 хил. копия, което е повече от комбинираните продажби на следващите три групи в класацията.
През ноември групата тръгва на четвъртото си турне в Азия „Girls' Generation's Phantasia“. Турнето се състои от тринайсет концерта, шест от които в Япония, два в Сеул, Тайланд и Тайван и един в Индонезия. „Phantasia“ носи доходи от над 22 милиона долара, което го поставя на шеста позиция в най-доходните концерти от женски групи за всички времена.
През август 2016, за отбелязване на деветата годишнина на групата, е реализиран сингълът Sailing (0805). Текстът е написан от Суйонг с акцент върху връзката между групата и феновете.

### 2017: „Holiday Night“
На 4 август 2017, групата реализира шестия си корейски студиен албум „Holiday Night“ с главните тракове „All Night“ и „Holiday“. За да промотират албума и да отбележат десетата година от създаването на групата, момичетата участват във фен среща „Holiday to Remember“ на 5 август в Сеул.

## Подгрупа и солови кариери
През април 2012 компанията дебютира подгрупа на Гърлс Дженерейшън, състояща се от Тейон, Тифани и Сохьон наречена TTS (или TaeTiSeo). Групата реализира три миниалбума: „Twinkle“ (2012), „Holler“ (2014) и „Dear Santa“ (2015).
В средата на 2015 става ясно, че Тейон ще бъде първата, която започва солова кариера. Първият ѝ миниалбум „I“ е реализиран на 7 октомври същата година. Албумът дебютира на първо място в Гаон и става шестнайсетият най-продаван албум за 2015. През юни 2016 реализира втория миниалбум „Why“, който дебютира на първо място в Гаон и на второ в Билборд. На 28 февруари 2017 излиза първият ѝ студиен албум „My Voice“. Албумът дебютира на първо място в седмичната класация на Гаон и на второ в Билборд. В месечната класация на Гаон за месец февруари се класира под трета позиция.
На 11 май 2016, Тифани става вторият член от групата, който започва солова кариера с издаването на миниалбума „I Just Wanna Dance“. Албумът дебютира на трета позиция в Гаон и Билборд.
В началото на януари 2017, Сохьон дебютира с миниалбума „Don't Say No“. Албумът се класира на първо място в седмичната класация на Гаон и на трето в Билборд. В месечната класация за месец януари на Гаон остава под пета позиция.

## Дискография

### Студийни албуми

#### Корейски албуми
- Girls' Generation (2007)
- Oh! (2010)
- The Boys (2011)
- I Got a Boy (2013)
- Lion Heart (2015)
- Holiday Night (2017)
- Forever 1 (2022)

#### Японски албуми
- Girls' Generation (2011)
- Girls&Peace (2012)
- Love & Peace (2013)

### Компилации
- The Best (2014)

### EP албуми
- Gee (2009)
- Tell Me Your Wish (Genie) (2009)
- Hoot (2010)
- Mr.Mr. (2014)

### Видео албуми
- New Beginning of Girls' Generation (2010)
- The 1st Asia Tour: Into the New World (2011)
- First Japan Tour (2011)
- Girls' Generation Complete Video Collection (2012)
- 2011 Girls' Generation Tour (2012)
- Girls & Peace: 2nd Japan Tour (2013)
- Love & Peace: 3rd Japan Tour (2014)

### Сингли

#### Корейски сингли
- Into the New World (2007)
- Girls' Generation (2007)
- Kissing You (2008)
- Baby Baby (2008)
- Gee (2009)
- Tell Me Your Wish (Genie) (2009)
- Oh! (2010)
- Run Devil Run (2010)
- Hoot (2010)
- The Boys (2011)
- Dancing Queen (2012)
- I Got a Boy (2013)
- Mr.Mr. (2014)
- Catch Me If You Can (2015)
- Party (2015)
- Lion Heart (2015)
- You Think (2015)
- Sailing (0805) (2016)
- All Night (2017)
- Holiday (2017)

#### Японски сингли
- Genie (2010)
- Gee (2010)
- Mr. Taxi (2011)
- Run Devil Run (2011)
- Paparazzi (2012)
- Oh! (2012)
- Flower Power (2012)
- Love & Girls (2013)
- Galaxy Supernova (2013)
- Catch Me If You Can (2015)

#### Английски сингли
- The Boys (2011)

## Турнета
- Girls' Generation Asia Tour Into the New World (2009 – 2010)
- The First Japan Arena Tour (2011)
- Girls' Generation Tour (2011 – 2012)
- Girls & Peace: 2nd Japan Tour (2013)
- Girls' Generation World Tour Girls & Peace (2013 – 2014)
- Girls' Generation Japan 3rd Tour 2014 (2014)
- Girls' Generation „The Best Live“ at Tokyo Dome (2014)
- Girls' Generation's Phantasia (2015 – 2016)